# 長建寺 (足立区)
長建寺（ちょうけんじ）は、東京都足立区にある浄土宗の寺院。

## 歴史
1631年（寛永8年）、遍蓮社周誉上人によって開山された。元々は本所原庭（現・東京都墨田区東駒形）に位置していた。現在の群馬県太田市の大光院（通称：呑龍さま）の出張所としての役割を果たしていた。
1923年（大正12年）の関東大震災で焼失したため、1925年（大正14年）に、現在地にあった「正受院」と合併し、寺院機能を移転した。院号が「正受院」なのは、この経緯に由来する。

## 交通アクセス
- 六町駅より徒歩17分。